# Kierkejaure (Jokkmokks socken, Lappland, 739959-169971)
Kierkejaure är en sjö i Jokkmokks kommun i Lappland och ingår i Luleälvens huvudavrinningsområde.